# Soester Börde

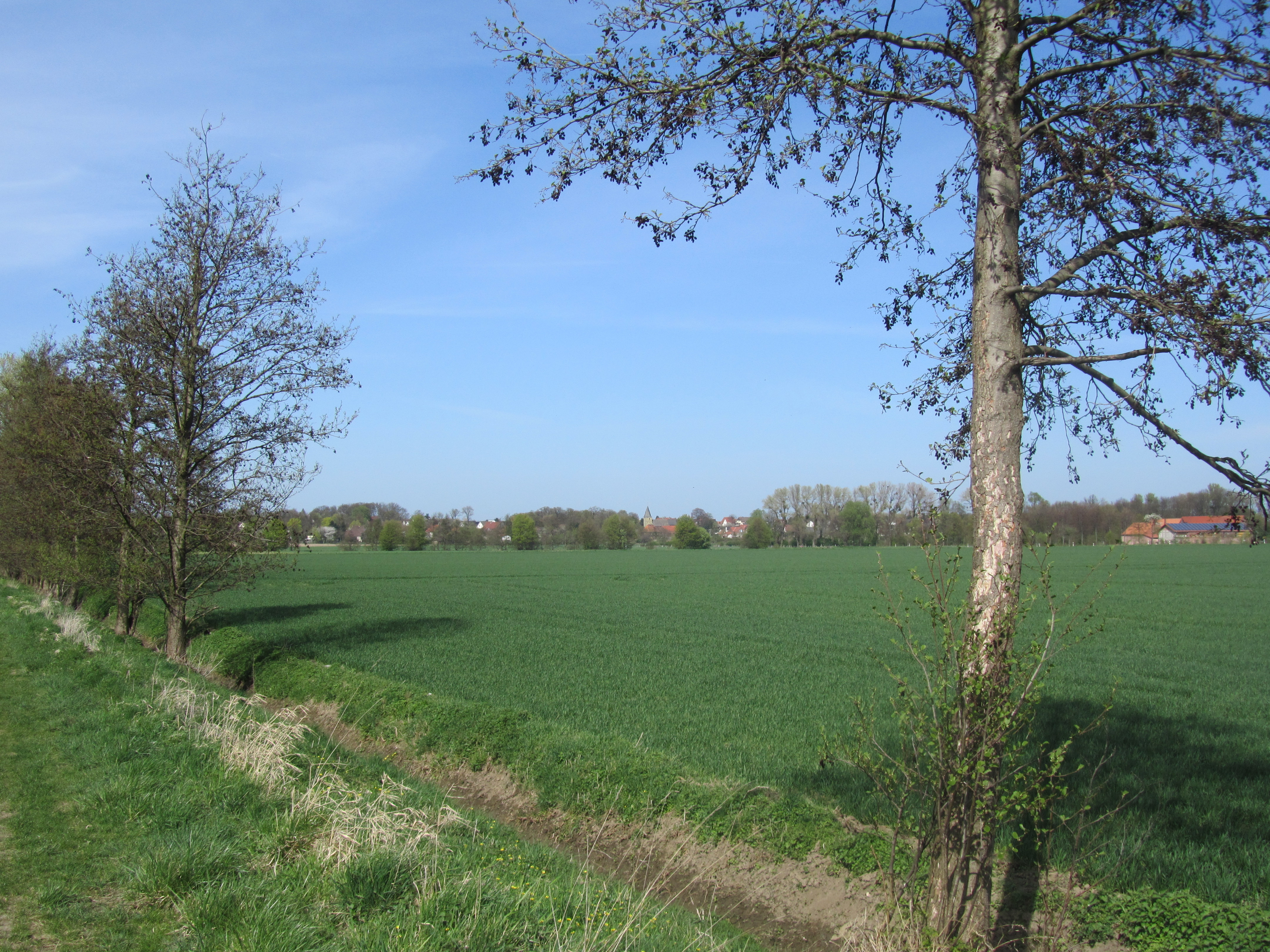
Soester Börde tussen Schwefe en Borgeln.

De Soester Börde is een cultuurlandschap in het midden van Westfalen.
Het is een gebied dat in de Middeleeuwen een belangrijke rol speelde. Tussen de 13e eeuw en de Napoleontische tijd was het in bezit van en verpacht door de stad Soest, die daar haar macht en rijkdom in de middeleeuwen grotendeels aan te danken had.
Het woord Börde, dat ook elders in Duitsland een soortgelijk gebied aanduidt, betekent oorspronkelijk: belastinggebied. Het is verwant aan de Duitse woorden Gebühr (geldelijke vergoeding die iemand toekomt) en Bürde (geestelijke belasting, mentale druk), en het Nederlandse beurt (oorspronkelijk: wat iemand toekomt)
De Soester Börde ligt tussen het Sauerland in het zuiden en het Münsterland in het noorden. Landelijk staat het gebied bekend als een bijzonder vruchtbare streek, die qua bodemkwaliteit in Duitsland alleen wordt overtroffen door de Magdeburger Börde. Dit komt door de aanwezigheid van een 3-10 meter dikke lösslaag.